# Арендинское сельское поселение
Се́льское поселе́ние «Арендинское» — упразднённое муниципальное образование в Оловяннинском районе Забайкальского края Российской Федерации.
Административный центр — село Аренда.

## История
Статус и границы сельского поселения установлены Законом Читинской области от 19 мая 2004 года «Об установлении границ, наименований вновь образованных муниципальных образований и наделении их статусом сельского, городского поселения в Читинской области».
Законом Забайкальского края от 20 июля 2015 года № 1210-ЗЗК, 1 августа 2015 года были преобразованы, путём их объединения, сельские поселения «Арендинское» и «Улятуйское» в сельское поселение «Улятуйское» с административным центром в селе Улятуй.

## Население
| 2010 | 2011 | 2012 | 2013 | 2014 | 2015 |
| ---- | ---- | ---- | ---- | ---- | ---- |
| 270  | ↘264 | ↗269 | ↘267 | ↘255 | ↘254 |

## Состав сельского поселения
| № | Населённый пункт | Тип населённого пункта       | Население |
| - | ---------------- | ---------------------------- | --------- |
| 1 | Аренда           | село, административный центр | ↘155      |
| 2 | Шивия            | село                         | ↘48       |